# KBS 특선
KBS 특선은 2010년부터 2012년까지 방송된 다큐멘터리 텔레비전 프로그램이다.

## 기획 의도
21세기를 살아가는 시청자에게 세계의 우수 다큐멘터리를 소개하는 다큐멘터리 텔레비전 프로그램이다.

## 방송 시간
| 방송 채널 | 방송 기간                          | 방송 시간                                  |
| --------- | ---------------------------------- | ------------------------------------------ |
| KBS 1TV   | 2010년 1월 7일 ~ 2010년 5월 6일    | 매주 목요일 밤 12:35 ~ 1:25 (50분)         |
| KBS 1TV   | 2010년 5월 13일 ~ 2010년 12월 16일 | 매주 목요일 밤 12:30 ~ 1:20 (50분)         |
| KBS 1TV   | 2011년 1월 4일 ~ 2011년 4월 27일   | 매주 화요일, 수요일 밤 12:35 ~ 1:25 (50분) |
| KBS 1TV   | 2012년 1월 2일 ~ 2012년 9월 10일   | 매주 월요일 밤 12:35 ~ 1:25 (50분)         |
| KBS 2TV   | 2011년 5월 30일 ~ 2011년 10월 31일 | 매주 월요일 오전 11:20 ~ 낮 12:10 (50분)   |

## 방송 회차
| 회차 | 방송일           | 제목                                  | 비고                                        |
| ---- | ---------------- | ------------------------------------- | ------------------------------------------- |
| 1    | 2010년 1월 7일   | 소비자 정보, 진실 혹은 오해           | 1. 다이어트와 식이요법                      |
| 2    | 2010년 1월 14일  | 소비자 정보, 진실 혹은 오해           | 2. 의약품과 진단법, 그 효과는?              |
| 3    | 2010년 1월 28일  | 소비자 정보, 진실 혹은 오해           | 3. 현명한 육아법                            |
| 4    | 2010년 2월 4일   | 마술사 데런 브라운의 경마 적중 시스템 |                                             |
| 5    | 2010년 2월 11일  | 베들레헴의 별                         |                                             |
| 6    | 2010년 2월 18일  | 어머니의 농장 - 17년간의 기록         |                                             |
| 7    | 2010년 2월 25일  | HD 두뇌 혁명, 무한 가능성을 연다      | 1. 변화하는 뇌                              |
| 8    | 2010년 3월 4일   | HD 두뇌 혁명, 무한 가능성을 연다      | 2. 기억의 비밀                              |
| 9    | 2010년 3월 11일  | 탄소 사냥꾼                           |                                             |
| 10   | 2010년 3월 18일  | 장벽을 넘는 사람들                    |                                             |
| 11   | 2010년 3월 25일  | 사진 속 부족, 그들은 누구인가?        |                                             |
| 12   | 2010년 4월 1일   | 다이어트, 오해와 진실                 |                                             |
| 13   | 2010년 4월 8일   | 숙면의 과학                           |                                             |
| 13   | 2010년 4월 15일  | 여자의 땅, 히말라야                   |                                             |
| 14   | 2010년 4월 22일  | 인간의 대륙, 아프리카                 |                                             |
| 15   | 2010년 5월 6일   | 아미시 마을의 고통                    |                                             |
| 16   | 2010년 5월 13일  | 세계의 교통체증                       |                                             |
| 17   | 2010년 5월 20일  | 초월의 비장(秘藏) 진관사 태극기       |                                             |
| 18   | 2010년 5월 27일  | 토네이도의 겉과 속                    |                                             |
| 19   | 2010년 6월 3일   | 요리가 현대인류를 만들었나?           |                                             |
| 20   | 2010년 6월 10일  | 하늘에서 본 남아프리카 공화국         |                                             |
| 21   | 2010년 6월 17일  | 먹을거리의 미래                       |                                             |
| 22   | 2010년 6월 24일  | 먹을거리의 미래                       |                                             |
| 23   | 2010년 7월 1일   | 자전거의 힘                           |                                             |
| 24   | 2010년 7월 8일   | 망원경에 비친 우주                    | 1. 은하계의 신비                            |
| 25   | 2010년 7월 15일  | 망원경에 비친 우주                    | 2. 팽창하는 우주                            |
| 26   | 2010년 7월 22일  | 날씨를 바꾸는 첨단기술                |                                             |
| 27   | 2010년 7월 29일  | 기적의 생존자들                       | 1. 폭풍에 빨려 들어간 패러글라이더          |
| 28   | 2010년 8월 5일   | 기적의 생존자들                       | 2. 사막에서 길을 잃은 여행자                |
| 29   | 2010년 8월 12일  | 기적의 생존자들                       | 3. 밀림 속 실종자                           |
| 30   | 2010년 8월 19일  | 토네이도 겉과 속                      |                                             |
| 31   | 2010년 8월 26일  | 우리 눈이 볼 수 없는 세계             | 1. 초고속의 순간                            |
| 32   | 2010년 9월 2일   | 우리 눈이 볼 수 없는 세계             | 2. 가시 스펙트럼의 밖                       |
| 33   | 2010년 9월 9일   | 9.11 비상사태                         |                                             |
| 34   | 2010년 9월 16일  | 9.11 비상사태                         |                                             |
| 35   | 2010년 9월 30일  | 인류 오디세이                         |                                             |
| 36   | 2010년 10월 7일  | 화산 박사들의 모험                    |                                             |
| 37   | 2010년 10월 14일 | 아시아의 왕들                         | 1. 일본                                     |
| 38   | 2010년 10월 21일 | 아시아의 왕들                         | 2. 네팔                                     |
| 39   | 2010년 10월 28일 | 아시아의 왕들                         | 3. 캄보디아                                 |
| 40   | 2010년 11월 4일  | 아시아의 왕들                         | 4. 부탄                                     |
| 41   | 2010년 12월 2일  | 아시아의 왕들                         | 5. 브루나이                                 |
| 42   | 2010년 12월 9일  | 우리 눈이 볼 수 없는 세계             | 3. 나노의 영역                              |
| 43   | 2010년 12월 16일 | 만화 제작 다큐 서울 디스트릭트        |                                             |
| 44   | 2011년 1월 5일   | 둔황                                  | 1. 탐험가의 출현                            |
| 45   | 2011년 1월 12일  | 둔황                                  | 2. 장경 동굴의 비밀                         |
| 46   | 2011년 1월 19일  | 둔황                                  | 3. 불국의 광채                              |
| 47   | 2011년 1월 26일  | 산 속 고수에게 배운다                 |                                             |
| 48   | 2011년 2월 2일   | 위대한 세계 유산                      | 1. 인도의 타지마할과 파하라푸르의 불교 유적 |
| 49   | 2011년 2월 9일   | 위대한 세계 유산                      | 2. 황산과 코르디레라스의 다랭이 논          |
| 50   | 2011년 2월 16일  | 위대한 세계 유산                      | 3. 윈난 - 중국의 샹그릴라                   |
| 51   | 2011년 2월 23일  | 가상 시나리오 : 도쿄 대지진           |                                             |
| 52   | 2011년 3월 2일   | 중국 광둥의 별난 역사와 말            |                                             |
| 53   | 2011년 3월 9일   | 결혼의 조건 - 중국 소수민족           |                                             |
| 54   | 2011년 3월 29일  | 월스트리트                            | 1. 잠들지 않는 자본                         |
| 55   | 2011년 3월 30일  | 월스트리트                            | 2. 벽은 어디에                              |
| 56   | 2011년 4월 5일   | 월스트리트                            | 3. 두 갈래 길                               |
| 56   | 2011년 4월 5일   | 월스트리트                            | 4. 도금시대                                 |
| 57   | 2011년 4월 12일  | 월스트리트                            | 5. 실리콘밸리 방정식                        |
| 58   | 2011년 4월 13일  | 월스트리트                            | 6. 성공 투자의 길                           |
| 59   | 2011년 4월 19일  | 월스트리트                            | 7. 공정거래                                 |
| 60   | 2011년 4월 20일  | 월스트리트                            | 8. 금융혁신                                 |
| 61   | 2011년 4월 26일  | 월스트리트                            | 9. 위기를 극복하라                          |
| 62   | 2011년 4월 27일  | 월스트리트                            | 10. 자본의 흐름                             |